# 35-й армейский корпус (вермахт)
35-й армейский корпус (нем. XXXV. Armeekorps), сформирован 15 октября 1939 года в Бреслау. С августа 1941 года в составе группы армий «Центр».

## Боевой путь корпуса
С августа 1941 года — участие в Великой Отечественной войне, в составе группы армий «Центр».
В 1942 году — бои в районе Орла.
В 1943 году — отступление в Белоруссию.
В июне 1944 году — бои в районе Бобруйска.
Корпус уничтожен в Бобруйском котле в ходе операции «Багратион».

## Подчинение и районы действия
| Дата           | Армия              | Группа армий | Район действия |
| -------------- | ------------------ | ------------ | -------------- |
| Июль 1941 года | в распоряжении ОКХ | Центр        | Минск, Могилёв |

## Состав корпуса
35 армейский корпус был в составе 2-й армии: вёл боевые действия с начала войны с СССР в августе 1941 года в его состав входили: 134, 45, 293-я пехотные дивизии и группа Ион.
ЦАМО РФ, Ф. 500, ОП. 12462, Д. 133, Л.37.
2 апреля 1942 года:
- 29-я пехотная дивизия
- 262-я пехотная дивизия
- 293-я пехотная дивизия

В июне 1942:
- 4-я танковая дивизия
- 262-я пехотная дивизия
- 293-я пехотная дивизия
- 221-я охранная дивизия

В июне 1943:
- 6-я пехотная дивизия
- 45-я пехотная дивизия
- 134-я пехотная дивизия
- 296-я пехотная дивизия
- 383-я пехотная дивизия

## Командующие корпусом
- С 20 января 1942 — генерал артиллерии Рудольф Кемпфе
- С 1 ноября 1942 — генерал пехоты Лотар Рендулич
- С 5 августа 1943 — генерал пехоты Фридрих Визе
- С 25 июня 1944 — генерал-лейтенант Курт-Юрген фрайхерр фон Лютцов (5 июля 1944 взят в советский плен)